# Alfredo Aragón

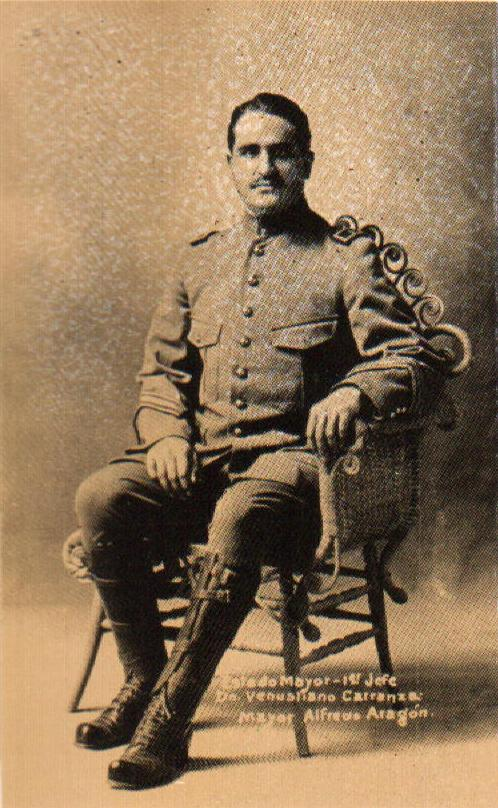
Teniente coronel Alfredo Aragón.

Alfredo Aragón fue un militar mexicano que participó en la Revolución mexicana. Nació en la Ciudad de México en 1885. Alcanzó el grado de teniente coronel constitucionalista y formó parte del Estado Mayor de Venustiano Carranza siendo él uno de sus más allegados, por lo que también tuvo puestos consulares en Francia –Burdeos, Argelia y París-. Fue un Miembro de la Société Astronómique de France, la Société de París, la Internationale d´Histoire de France y la Société de Americanistes de París. Colaboró escribiendo artículos en los periódicos de El Universal y el Globo. En 1906 escribió Scénes de la Révolution Mexicaine. Murió en París en 1936.